# 山田悠希
山田 悠希（やまだ ゆき、1992年5月7日 - ）は、日本の女性声優。北海道出身。

## 人物
外国映画に登場するヒロインに憧れたことと、アニメソングを歌いたかったことから声優を目指した。当時見ていた作品は『ダークエンジェル』 、アニメでは『喰霊-零-』を挙げている。
アミューズメントメディア総合学院卒業。
趣味・特技は歌、ピアノ、陸上。

## 出演
太字はメインキャラクター。

### テレビアニメ
2013年
- 俺の脳内選択肢が、学園ラブコメを全力で邪魔している（女子生徒）

2014年
- マケン姫っ!通（女子生徒）
- 悪魔のリドル（剣持しえな、剣持しえなの人形）

2015年
- 空戦魔導士候補生の教官（クロエ・セヴェニー）

2016年
- ハルチカ 〜ハルタとチカは青春する〜（後藤朱里）
- ツキウタ。 THE ANIMATION（番組ナレーション）
- 魔装学園H×H（ガートルード・ベアード）
- ブレイブウィッチーズ（小林、ノーラ・テイラー）
- 私がモテてどうすんだ（女子、エメラルド）

2017年
- 武装少女マキャヴェリズム（狸原絹衣、女教師、女子生徒）
- サクラダリセット（皆実未来、子ども、少女）

2022年
- 「艦これ」いつかあの海で（2022年 - 2023年、能代、矢矧、伊203、酒匂）

### OVA
- 悪魔のリドル 第十三問（2014年、剣持しえな）※BD&DVD第7巻付属
- ふたりエッチ（第3期）（2014年、東海林志穂）
- 少年メイド 第8.5話（2016年、杉田綾）※BD&DVD第3巻収録エピソード

### ゲーム
2013年
- 艦隊これくしょん -艦これ-（2013年 - 2022年、阿賀野、能代、矢矧、酒匂、伊203） - 3作品

2014年
- KRITIKA:REBOOT~天上の騎士団~ （ダナラン、材料商モウリ）※スマートフォン版
- 精霊使いの剣舞〜DayDreamDuel〜（アメリア、イザベル、メア）
- ヒーローズプレイスメント（分水つばめ、火湖山壮）

2015年
- ぷよぷよ!!クエスト（2015年 - 2022年、グレイス、ロコ、リレシル）
- 魔法少女(仮)（美浦和歌）
- メイデンクラフト（美浦和歌）
- ロストレガリア（リリィ）

2016年
- ウィッチ・アームス〜魔法少女は眠れない〜（美浦和歌）
- エラキス 〜永遠の塔と騎士の物語〜（クララ）
- 誰ガ為のアルケミスト（マーガレット）
- 武装少女 - ARMED GIRLS -（小湊桜）

2017年
- ロード オブ ダイス

2019年
- Witch's Weapon-魔女兵器-（ニュクス・ストラッツィ）

### ドラマCD
- 悪魔のリドル オリジナルドラマCD Vol.2（2014年、剣持しえな）※BD&DVD第6巻付属
- ハルチカ 〜ハルタとチカは青春する〜 ドラマCD（2017年、後藤朱里）

### 吹き替え

#### 映画・ドラマ
- イントゥ・ザ・ミッション（トゥアグ）
- 寄生体X（女性レポーター）
- グッド・ドクター 禁断のカルテ
- ガンズ&ゴールド
- フェリックスの不思議な冒険 時空旅行とナチスの秘密兵器（ニカ〈クラウディア・レプコウスカ〉）
- ホットガールズ・ウォンテッド: オンライン・ラブ

#### アニメ
- ちいさなプリンセス ソフィア（ケイト）
- みつばちマーヤの大冒険（カッサンドラ）

### テレビ
- おはよう! ジャンジャガランド

### Web番組
- アニ☆ゆめnano

## ディスコグラフィ

### キャラクターソング
| 発売日        | 商品名                                                                        | 歌                        | 楽曲               | 備考                                                     |
| ------------- | ----------------------------------------------------------------------------- | ------------------------- | ------------------ | -------------------------------------------------------- |
| 2014年5月14日 | 黒組曲・序                                                                    | 10年黒組                  | 「QUEEN」          | テレビアニメ『悪魔のリドル』エンディングテーマ           |
| 2014年6月11日 | 黒組曲・破                                                                    | 10年黒組                  | 「THE LAST PARTY」 | テレビアニメ『悪魔のリドル』エンディングテーマ           |
| 2014年7月9日  | 黒組曲・急                                                                    | 10年黒組                  | 「仰げば尊し」     | テレビアニメ『悪魔のリドル』挿入歌                       |
| 2016年5月25日 | ハルチカ〜ハルタとチカは青春する〜 キャラクターソングミニアルバム〜ガールズ〜 | 後藤朱里（山田悠希）      | 「Paint your sky」 | テレビアニメ『ハルチカ〜ハルタとチカは青春する〜』関連曲 |
| 2018年5月31日 | 艦隊これくしょん -艦これ- 艦娘想歌【伍】月夜海                                | 秋刀魚祭り四人衆          | 「月夜海」         | ゲーム『艦隊これくしょん -艦これ-』関連曲                |
| 2018年5月31日 | 艦隊これくしょん -艦これ- 艦娘想歌【伍】月夜海 【秋刀魚祭り四人衆】盤         | 軽巡洋艦 矢矧（山田悠希） | 「月夜海」         | ゲーム『艦隊これくしょん -艦これ-』関連曲                |

### その他参加作品
| 発売日        | 商品名      | 歌         | 楽曲                                   | 備考                                                     |
| ------------- | ----------- | ---------- | -------------------------------------- | -------------------------------------------------------- |
| 2015年11月4日 | Temperature | Dual Flare | 「Temperature」                        | テレビアニメ『新妹魔王の契約者 BURST』エンディングテーマ |
| 2015年11月4日 | Temperature | Dual Flare | 「OWN WAY」 「あいのうた 〜believe〜」 |                                                          |

### シリーズ一覧
1. ↑  『艦これ』（2013年 - 2022年）、『艦これ改』（2016年）、『艦これアーケード』（2017年）

### ユニットメンバー
1. ↑  諏訪彩花、金元寿子、南條愛乃、浅倉杏美、内村史子、内田愛美、三澤紗千香、大坪由佳、荒川美穂、佳村はるか、安済知佳、沼倉愛美、山田悠希
2. ↑  涼月（藤田咲）、矢矧（山田悠希）、村雨（タニベユミ）、Warspite（内田秀）
3. ↑  山田悠希、山田奈都美